# Hood Gone Love It
Hood Gone Love It es un sencillo de Jay Rock con la colaboración de Kendrick Lamar, incluido en el álbum Follow Me Home. 

## Información
Hood Gone Love It fue una colaboración con Kendrick Lamar para el álbum Follow Me Home de Jay Rock. Fue utilizada en el videojuego Grand Theft Auto V.